# وادا کوره‌ناگا
وادا کوره‌ناگا (به ژاپنی: 和田惟長); سامورایی، دایمیو اهل ژاپن در اواخر دوره سنگوکو و دوره آزوچی-مومویاما بود. وی صاحب قلعه تاکاتسوکی در امروزه شهر تاکاتسوکی، اوساکا در استان اوساکا بود. وی پسر وادا کوره‌ماسا بود.